# تا رهایی
تا رهایی یک مجموعه تلویزیونی محصول سال ۱۳۸۸ به کارگردانی حسین تبریزی، نویسندگی فلورا سام و تهیه‌کنندگی مجید اوجی می‌باشد که از شبکه یک پخش شد. این مجموعه در ۱۳ قسمت تهیه شد و در محرم ۱۳۹۰ از شبکه یک پخش شد. یک چمدان حاوی قرص‌های روانگردان در فرودگاه با یک چمدان دیگر سهواً عوض می‌شود. واردکنندگان این قرص‌ها یکی از افراد خود را نزد صاحب چمدان می‌فرستند تا چمدان حاوی مواد را از او پس بگیرد و….

## بازیگران
- پویا امینی... منصور
- حسن جوهرچی... ناصر
- جعفر دهقان... رئیس باند قاچاقچیان
- حمیدرضا پگاه... ابراهیم
- مریم خدارحمی
- روناک یونسی... عروس دکتر محمودی
- شهرام عبدلی... سیامک
- مهدی صبایی... پلیس
- شیوا خسرومهر... مادر شاهین
- سعید نیک‌پور... دکتر محمودی
- مریم بوبانی... مادر
- کیوان محمودنژاد... اعضای باند قاچاق